# Cyklamat

Natriumcyklamats molekylstruktur

Cyklamat är ett samlingsnamn för salter av cyklohexansulfaminsyra. De används som sötningsmedel med E-nummer 952.

## Egenskaper och framställning
Cyklohexansulfaminsyra kan framställas genom en reaktion mellan cyklohexylamin och klorsulfonsyra. Syrans natriumsalt, natriumcyklamat, är ett vitt kristallint pulver, lättlösligt i vatten. Natriumcyklamatets söta smak upptäcktes 1937 av en slump. 

## Användning
Cyklamater används som sötningsmedel, bland annat kalciumcyklamat och natriumcyklamat. Av dessa är natriumcyklamat mest använt då det har en starkare sötningspotens än kalciumcyklamat. Det är mellan 20 och 40 gånger sötare än socker. Ordet cyklamat förekommer i sin svenska betydelse, för första gången 1965.
Cyklaminsyra, kalciumcyklamat och natriumcyklamat delar på E-nummer 952. Eftersom de har en bitter eftersmak, kombineras de ofta med andra sötningsmedel, vanligen sackarin eller acesulfam K.
Sötningsmedlet förbjöds i USA 1967 och i de flesta övriga länder 1969 efter att det framkallat cancer hos försöksråttor vid mycket höga doseringar, men tilläts igen senare då inga risker kunde påvisas vid normal konsumtion. Det är numera tillåtet i bland annat EU, Kanada, Japan men ej i USA. Tillsammans med sackarin marknadsförs natriumcyklamat som bland annat suketter.